# بون-لا-رولاند
بون-لا-رولاند (به فرانسوی: Beaune-la-Rolande) یک کمون در بخش لوآره در شمال فرانسه است.

## تاریخچه
در ۲۸ نوامبر ۱۸۷۰ در این محل جنگ فرانسه و پروس اتفاق افتاد که در آن فردریک بازیل نقاش امپرسیونیست فرانسه کشته شد.
در طول جنگ جهانی دوم، این محل جزو اردوگاه نازی‌ها برای نگهداری زندانیان یهودی بود. هنرمند لهستانی، زیلبربرگ در این مکان از سال ۱۹۴۱ تا ۱۹۴۲ زندانی بود.

## جمعیت

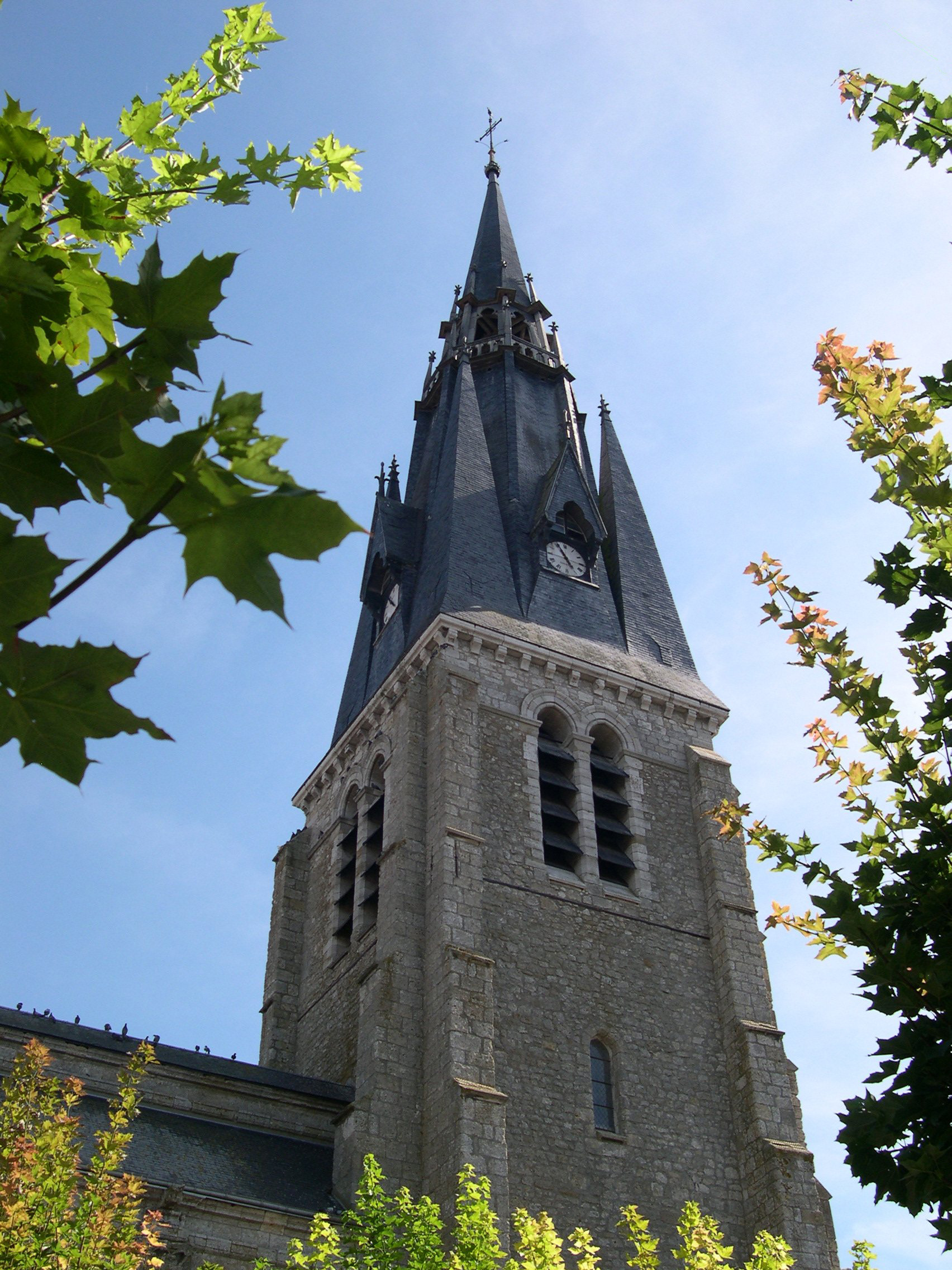
نمایی متفاوت از کلیسای سن مارتن